# Ömer Çatkıç
Ömer Çatkıç (Eskişehir, 15 ottobre 1974) è un allenatore di calcio ed ex calciatore turco, di ruolo portiere.

## Carriera
Era il secondo portiere della Nazionale di calcio della Turchia dietro a Rüştü Reçber sia ai Mondiali 2002 sia alla Confederations Cup 2003, ottenendo in entrambe le manifestazioni il terzo posto.